# Molini di Triora
Molini di Triora (ligur nyelven Moin de Triêua) egy olasz község a Liguria régióban, Imperia megyében.

## Elhelyezkedése

Molini di Triora község Imperia megye térképén

## Gazdasága
A település gazdasága a mezőgazdaságra épült: zöldség-, szőlő-, és gyümölcstermesztés, de jelentős a virágkertészet is.

## Fordítás
- Ez a szócikk részben vagy egészben  a   Molini di Triora című olasz Wikipédia-szócikk fordításán alapul.  Az eredeti cikk szerkesztőit annak laptörténete sorolja fel. Ez a jelzés csupán a megfogalmazás eredetét és a szerzői jogokat jelzi, nem szolgál a cikkben szereplő információk forrásmegjelöléseként.